# Залізничні вокзали Москви

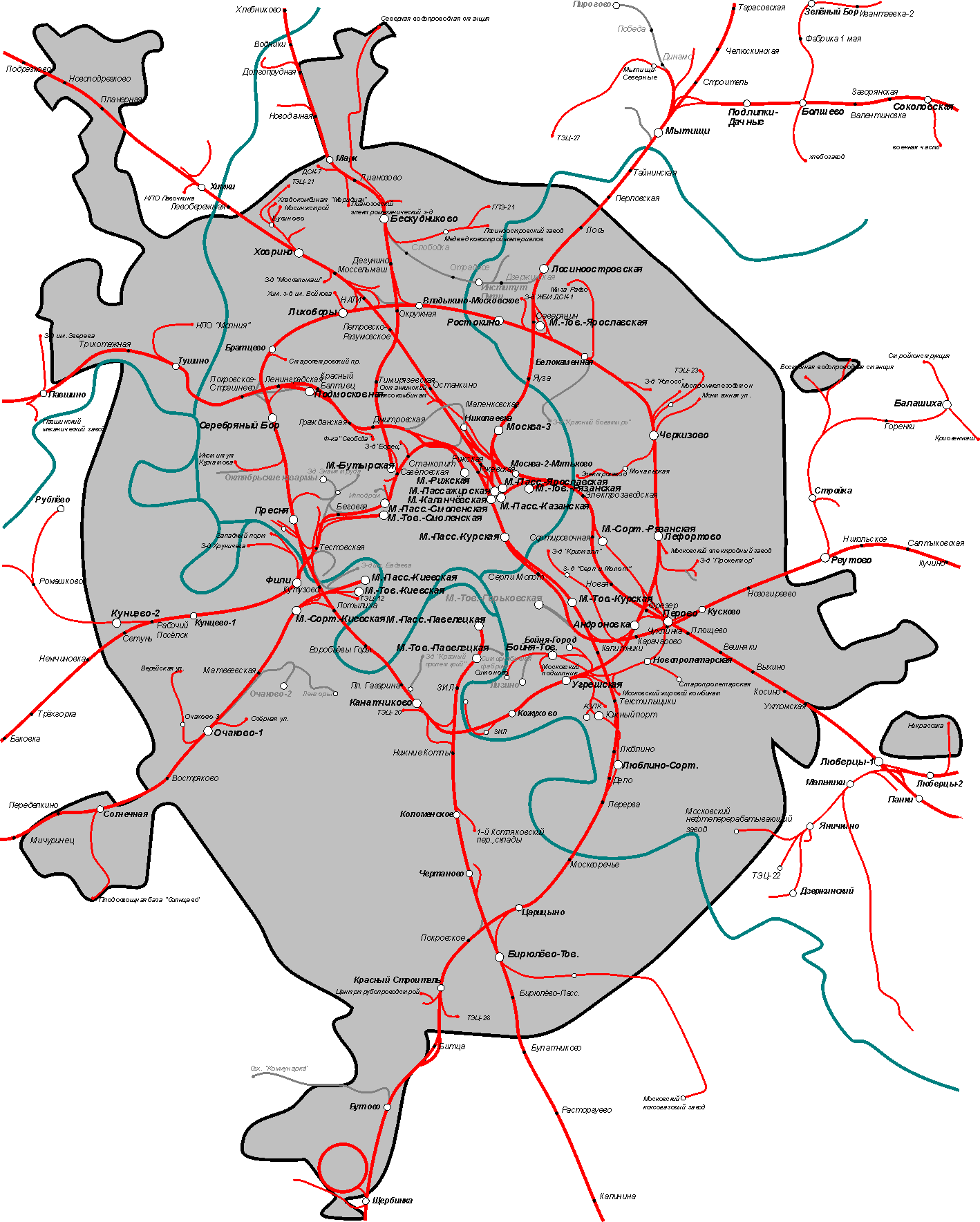
Московський залізничний вузол у межах до 1 липня 2012 року

У Москві діє 10 залізничних вокзалів. Вони входять до складу Московської та Північно-Західної регіональні дирекції Дирекції залізничних вокзалів ВАТ «РЖД». 2021 року відкритий новий Східний вокзал на базі станції Черкізово Малого кільця МЗ.
Раніше (до 1896 року) також існував Нижньогородський вокзал, на початку XX століття розглядалася можливість створення Центрального вокзалу.
Майже всі вокзали є початково-кінцевими крайніми пунктами залізничних ліній-напрямків від Москви. Не є тупиковим лише Курський та Білоруський, почасти Савеловський, через який проходить одна нетупикова лінія з Білоруського вокзалу на Рибінськ.
Курський вокзал обслуговує два залізничних напрямки від Москви (Курський та Нижньоновогродський). Також два магістральних напрямки (Рязанський і на Муром) обслуговує Казанський вокзал (місце з'єднання двох магістральних напрямків знаходиться у місті Люберці біля межі з Москвою). Решта вокзалів обслуговують по одному напрямку (однойменні, крім Смоленського напрямку з Білоруського вокзалу).
Зі всіх вокзалів вирушають приміські електропоїзди (електрички). Два вокзали, Курський та Білоруський, пропускають транзитні поїзди далекого прямування.
З двох вокзалів (Павелецький, Білоруський) існує рух електропоїздів-«аероекспрес» до аеропортів («Домодєдово» та «Шереметьєво»).
Найзавантаженіші вокзали — Ярославський, Казанський, найменш — Ризький та Савеловський.
З усіх вокзалів є пересадка на станції метрополітену, при цьому кільцева лінія метро сполучає всі вокзали, крім Ризького і Савеловського.
Три вокзали (Казанський, Ленінградський та Ярославський) розташовані поруч (на Комсомольській площі — «площі Трьох вокзалів»). З деяких вокзалів (Савеловський, Ризький, Казанський, Ленінградський та Ярославський) є пересадка на платформи залізничних станцій інших напрямків.
Прикметники з назви більшості вокзалів (за винятком Ленінградського, Савеловського та Білоруського) входять до назви залізничних станцій виду Москва-*-*а. У назвах більшості з цих станцій при вокзалах (крім Ризької та Бутирської) присутнє слово «пасажирська».
Існує також Урядовий спецвокзал поблизу Комсомольської площі, де на платформі Москва-Каланчевська також раніше був Імператорський спецвокзал.

## Пасажиропотік
Нижче представлений список московських вокзалів з щомісячним пасажиропотоком. Дані за 2017 рік. Сортування по загальному пасажиропотоку (сума пасажиропотоків приміського сполучення та далекого прямування).
| Вокзал         | Пасажиропотік приміського сполучення | Пасажиропотік далекого прямування | Пасажиропотік всього |
| Ярославський   | 6 056 657                            | 516 408                           | 6 573 065            |
| Курський       | 5 009 741                            | 781 941                           | 5 791 682            |
| Казанський     | 2 808 517                            | 1 175 797                         | 3 984 314            |
| Ленінградський | 2 122 126                            | 930 048                           | 3 052 174            |
| Київський      | 2 681 658                            | 308 915                           | 2 990 573            |
| Білоруський    | 2 122 650                            | 285 005                           | 2 407 655            |
| Павелецького   | 1 648 903                            | 291 823                           | 1 940 726            |
| Савеловський   | 1 452 881                            | —                                 | 1 452 881            |
| Ризький        | 266 783                              | 29 320                            | 296 103              |
| РАЗОМ          | 24 169 916                           | 4 319 257                         | 28 489 173           |

## Білоруський вокзал

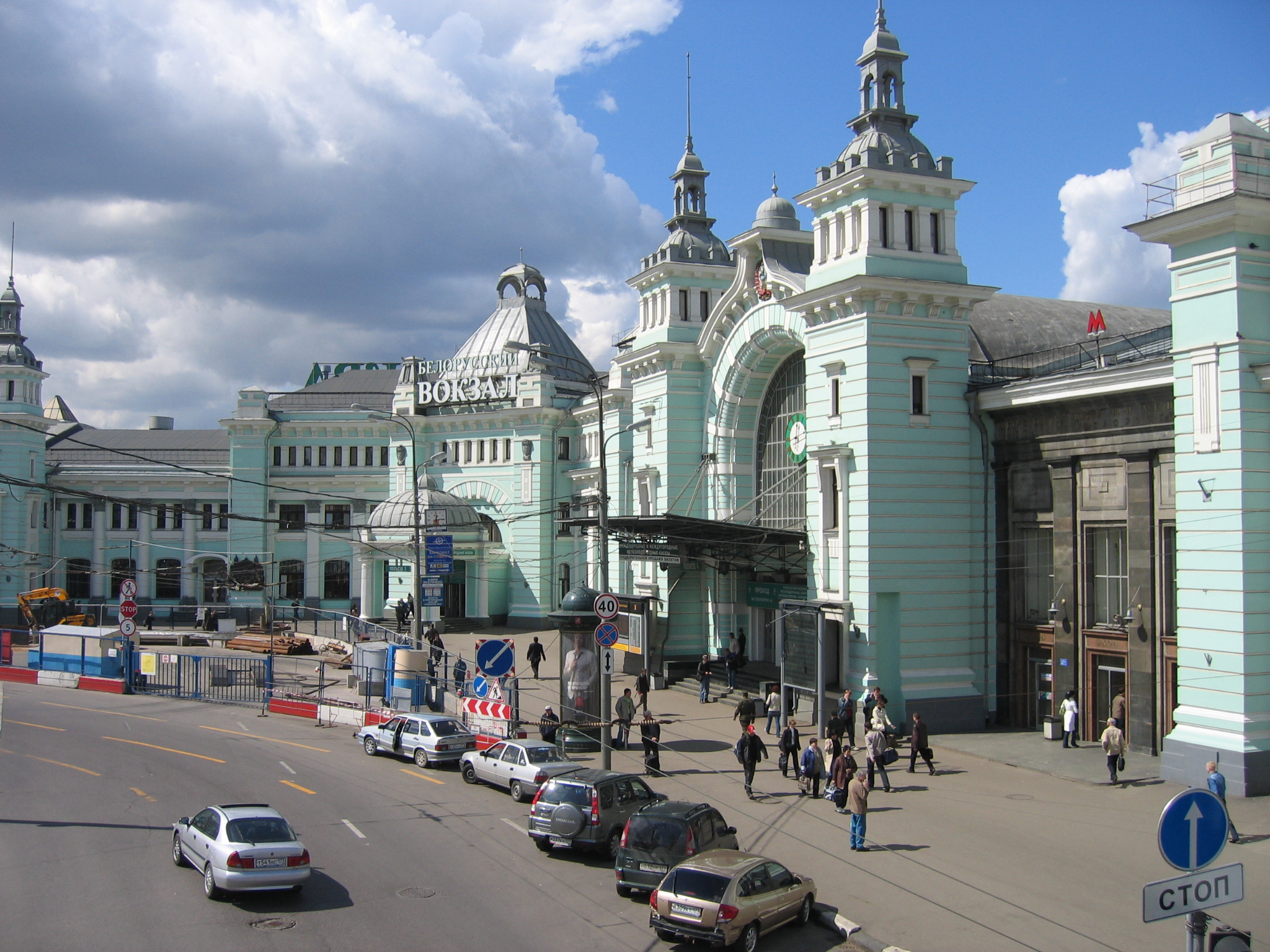
Білоруський вокзал

Залізнична станція Москва-Пасажирська-Смоленська. Вокзал входить до Московської регіональної дирекції залізничних вокзалів.
Розташований на площі Тверська Застава.
Обслуговує поїзди далекого прямування західного і (після переведення Савеловського вокзалу суто на обслуговування приміських поїздів) північного (по Савеловській лінії, на Рибінськ) напрямків Росії та зарубіжжя, приміські поїзди (електрички) Білоруського напряму Московської залізниці (до кінцевих зупинок Бородіно, Усово, Звенигород) і транзитні електропоїзди Савеловського і Курського напрямків, «Аероекспреси» до аеропорту «Шереметьєво». А також транзитні поїзда Мінськ — Архангельськ, Мінськ — Новосибірськ, Брест — Новосибірськ.
Пересадка на станції метро «Білоруська (Кільцева)» і «Білоруська (Замоскворецька)».
Вокзал діє з 1870 року. До 1871 року мав назву «Смоленський вокзал», до 1912 року — «Брестський вокзал», до 1917 року — «Олександрівський вокзал», до 1922 року — «Брестський вокзал», до 1936 року — «Білорусько-Балтійський вокзал».

## Казанський вокзал

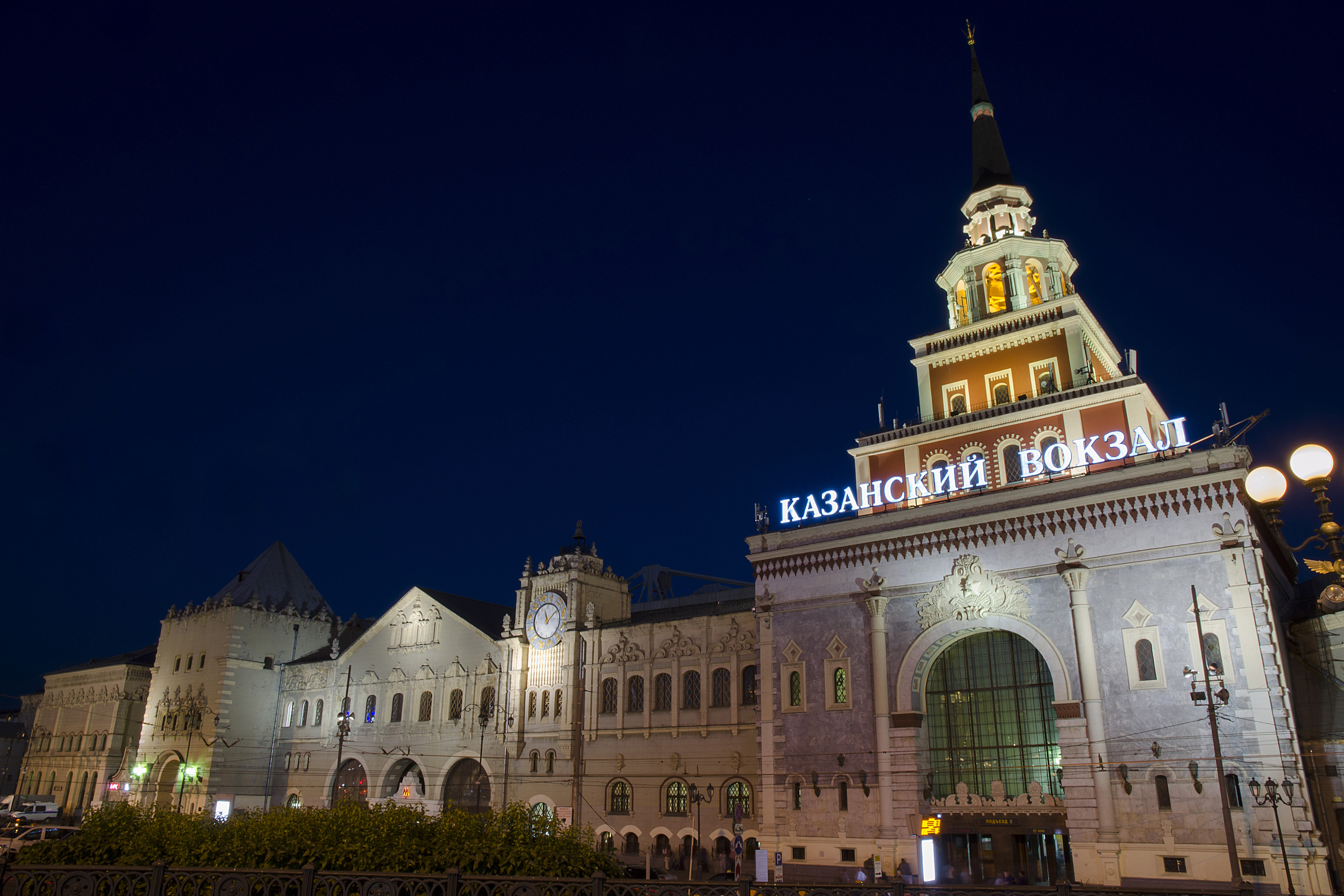
Казанський вокзал

Залізнична станція Москва-Пасажирська-Казанська. Вокзал входить до Московської регіональної дирекції залізничних вокзалів.
Розташований на Комсомольській площі (площі Трьох вокзалів).
З вокзалу вирушають поїзди далекого прямування, а також приміські поїзди у двох напрямках — на Муром (східний напрямок) і на Рязань (південно-східний напрямок). Розгалуження за напрямками — у місті Люберці, на станції Люберці I.
Пересадка на залізничну платформу Каланчевська.
Пересадка на станції метро «Комсомольська (Кільцева)» і «Комсомольська (Сокольницька)».
Вокзал діє з 1862 року. До 1894 року мав назву «Рязанський вокзал».

## Київський вокзал

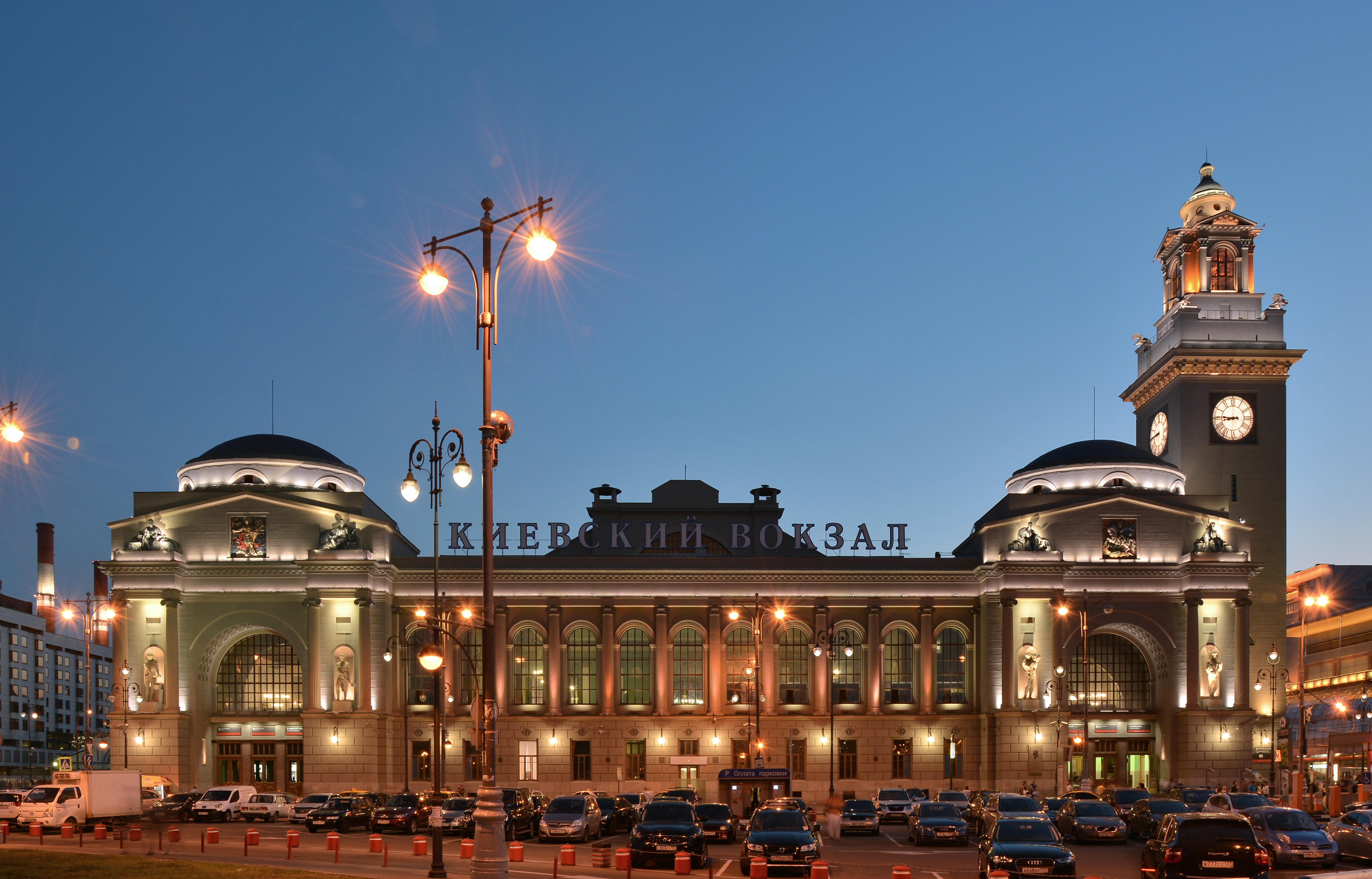
Київський вокзал

Залізнична станція Москва-Пасажирська-Київська. Вокзал входить до Московської регіональної дирекції залізничних вокзалів.
Розташований на площі Київського вокзалу.
Від вокзалу прямують електрички на Сонячну, Лісове Містечко, Апрелєвку, Бекасово-Сорт., Хрести, Наро-Фомінськ, Малоярославець, Калугу-1 та Калугу-2, а також експреси до аеропорту «Внуково» і Калуги.
Поїзди далекого прямування з вокзалу прямують на Брянськ, далі на Київ, звідти — в інші великі міста центральної та Західної України.
Пересадка на станції метро «Київська (Кільцева)», «Київська (Філевська)» та «Київська (Арбатсько-Покровська)».
Вокзал діє з 1918 року. До 1934 року мав назву «Брянський вокзал».

## Курський вокзал

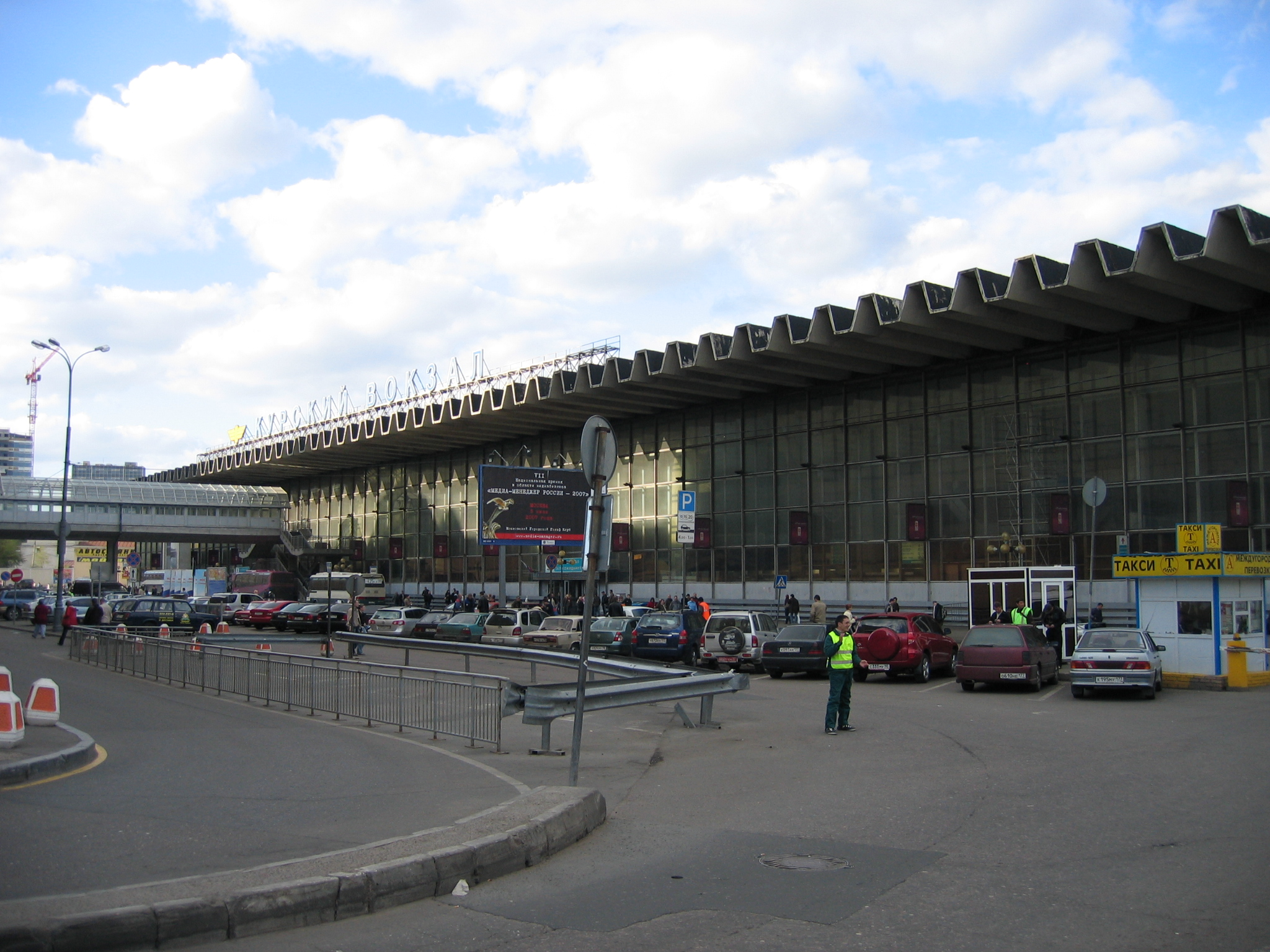
Курський вокзал

Залізнична станція Москва-Пасажирська-Курська. Вокзал входить до Московської регіональної дирекції залізничних вокзалів.
Розташований на площі Курського вокзалу.
З вокзалу у південному напрямку прямують електрички на Царицино, Подольськ, Львівська, Чехів, Серпухов, Таруська, Тулу, експреси — на Тулу і Орел, поїзди далекого прямування — на Орел, Курськ, Бєлгород, Харків, Донецьк, міста Центральної та Південно-Східної України і Криму, а також через Харків — Ростов-на-Дону і міста Північного Кавказу та російського Чорноморського узбережжя.
У Горьківському напрямку прямують електрички у східному напрямку на Реутово, Балашиху, Залізничний, Фрязево, Ногінськ, Захарово, Павловський Посад, Електрогорськ, Круте, Пєтушки, а також (іноді) на Владимир, електрички-експреси на Владимир, поїзди далекого прямування на Нижній Новгород, а також поїзди «Стриж» і «Ластівка» Москва — Нижній Новгород. Електрички Горьковського напрямку вирушають не з основного перону, а з тупиків, обгороджених турнікетами.
Пересадка на станції метро «Курська (Кільцева)», «Курська (Арбатсько-Покровська)» та «Чкаловська».
Вокзал діє з 1896 року. Спочатку мав назву «Курсько-Нижньогородський вокзал».
Частка міста Москви у праві спільної часткової власності на багатофункціональний комплекс на площі Курського вокзалу становить 40 % його загальної площі.

## Ленінградський вокзал

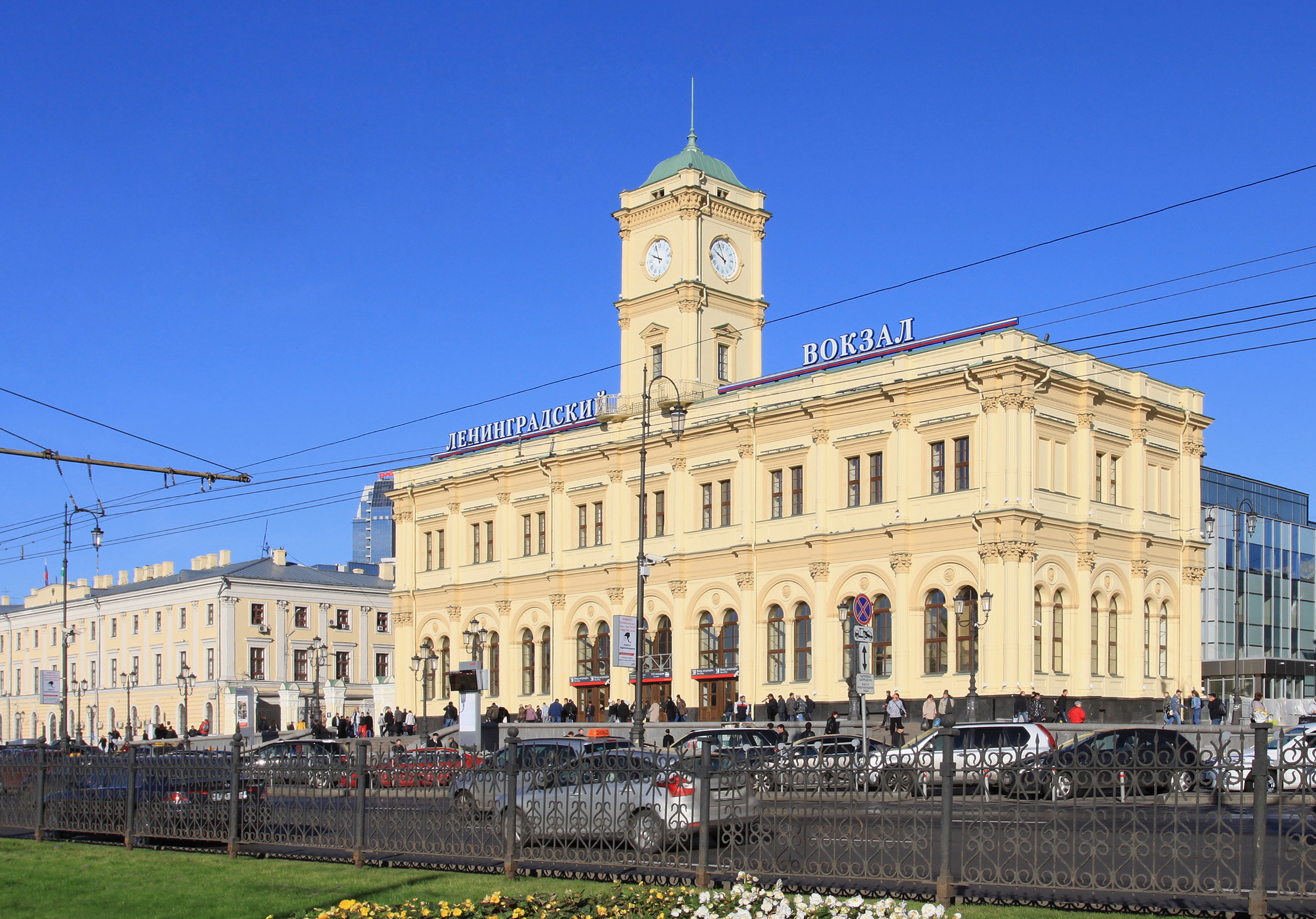
Ленінградський вокзал

Залізнична станція Москва-Пасажирська. Вокзал входить до Московської регіональної дирекції залізничних вокзалів. Це єдиний з основних вокзалів у Москві, який відноситься не до Московської, а до Жовтневої залізниці.
Вокзал розташований на Комсомольській площі (площі Трьох вокзалів).
З вокзалу вирушають поїзди, що прямують до Санкт-Петербурга, Великого Новгорода, Пскова, Мурманська, Петрозаводська, Гельсінкі, Таллінна тощо. Також з вокзалу йдуть приміські електрички до Крюково (Зеленоград), Солнечногорська, Клина, Конаково, Твері.
Пересадка на залізничну платформу Каланчевська.
Пересадка на станції метро «Комсомольська (Кільцева)» і «Комсомольська (Сокольницька)».
Вокзал діє з 1851 року. До 1855 року мав назву «Петербурзький вокзал». До 1924 року мав назву «Миколаївський вокзал», у 1924—1937 роках — «Жовтневий вокзал», з 1937 року — «Ленінградський вокзал».

## Павелецький вокзал

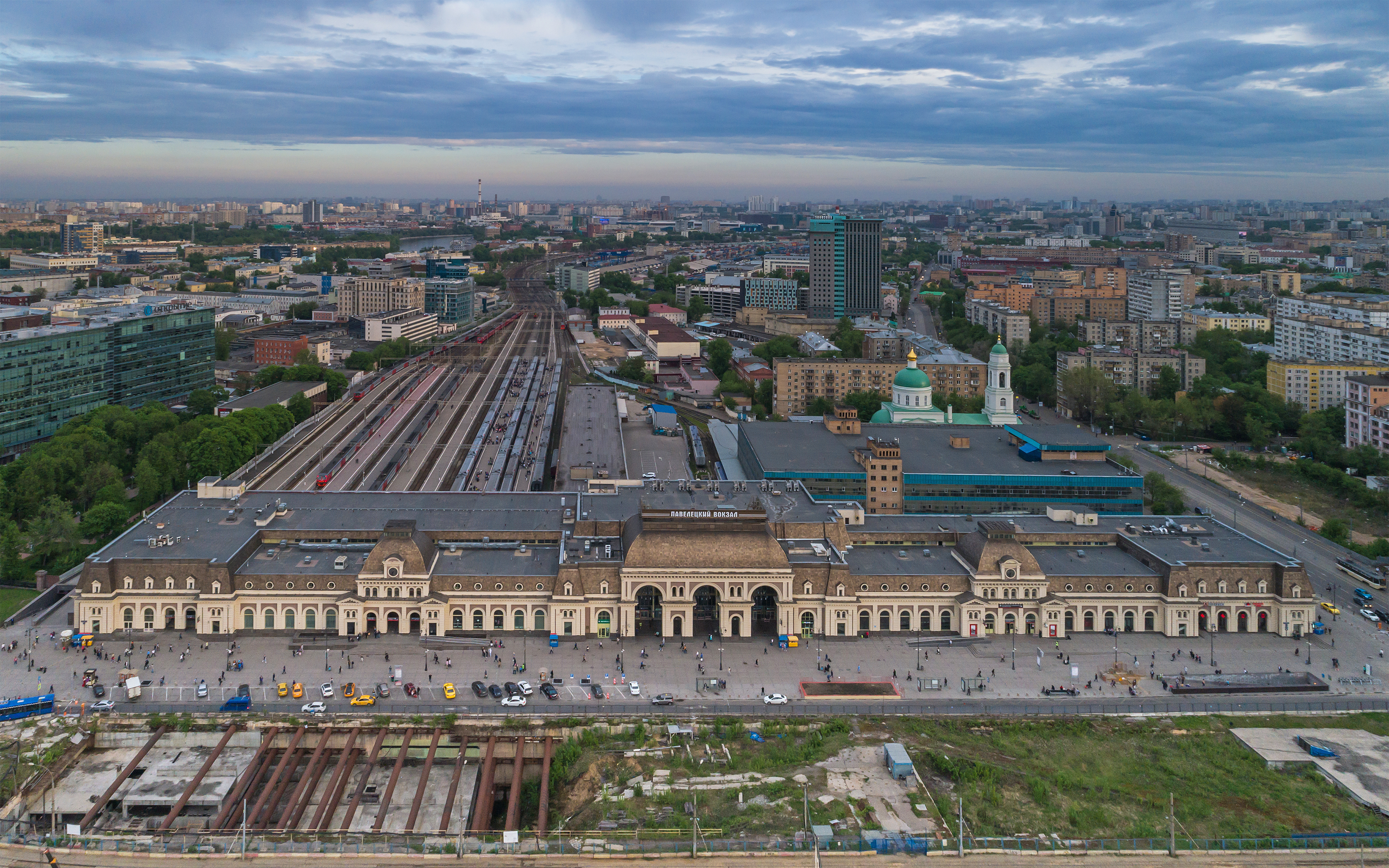
Павелецький вокзал

Залізнична станція Москва-Пасажирська-Павелецька. Вокзал входить до Московської регіональної дирекції залізничних вокзалів.
Розташований на площі Павелецького вокзалу.
Вокзал сполучає Москву з Середнім і Нижнім Поволжям, Казахстаном, Середньою Азією, Кавказом; з вокзалу прямують приміські електропоїзди до аеропорту «Домодєдово» («аероекспрес»), а також по Павелецькому напрямку до станції Узуново.
Пересадка на станції метро «Павелецька (Кільцева)» і «Павелецька (Замоскворецька)».
Вокзал діє з 1900 року. До 1941 року мав назву «Саратовський вокзал», до 1910 року — «Павелецький вокзал».

## Ризький вокзал

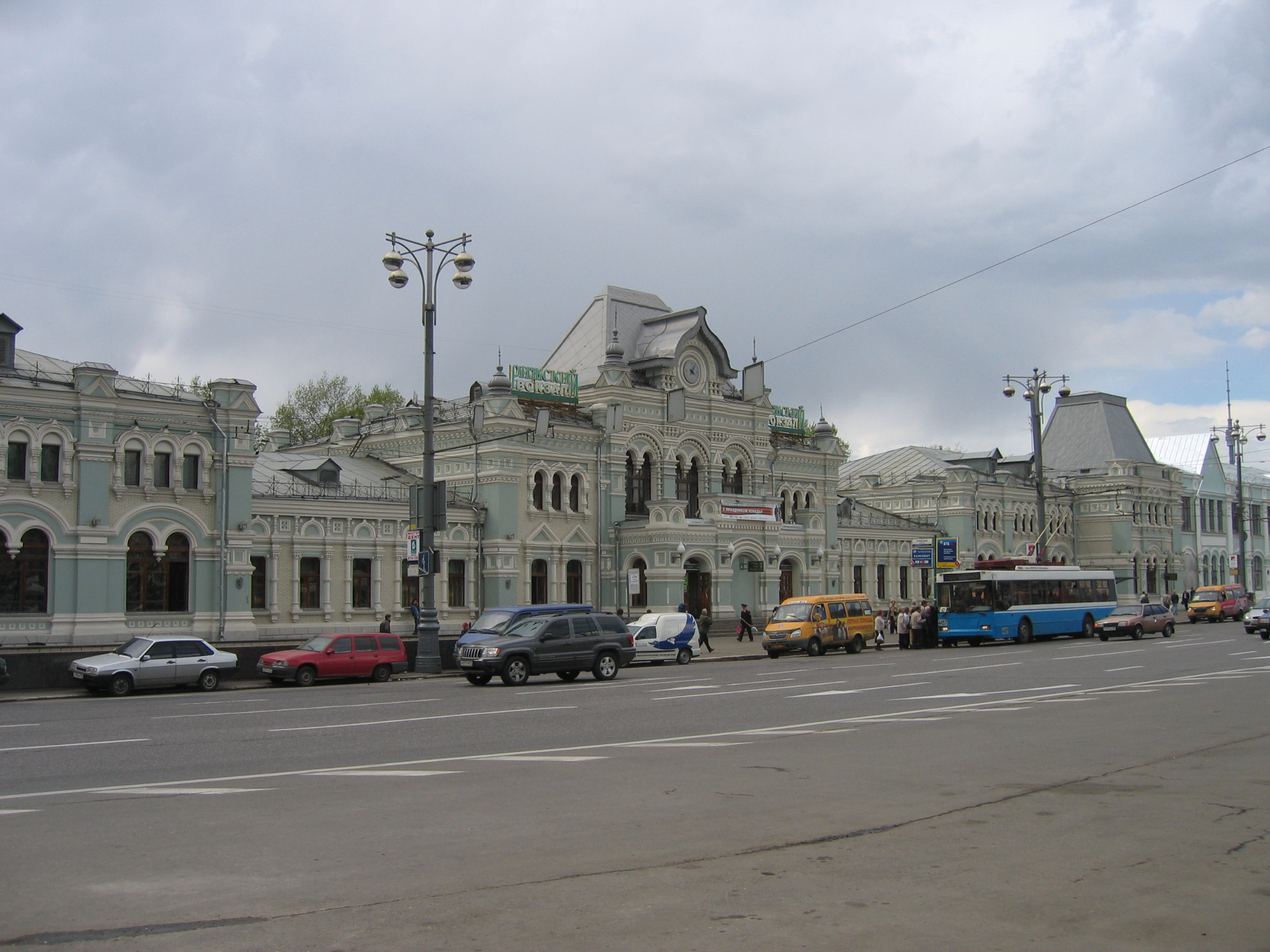
Ризький вокзал

Залізнична станція Москва-Ризька. Вокзал входить до Московської регіональної дирекції залізничних вокзалів.
Розташований на Ризькій площі.
З вокзалу вирушають всього три потяги — до Риги, Великих Лук та Пскова. Також з вокзалу йдуть приміські електрички до станцій: Нахабіно, Дедовськ, Новоієрусалимська (місто Істра), Румянцево, Волоколамськ та Шаховська.
Пересадка на залізничні платформи Ризька (більше 1 км) та Ржевська.
Пересадка на станцію метро «Ризька» Калузько-Ризької лінії.
Вокзал діє з 1901 року. До 1946 року мав назву «Ржевський вокзал», до середини 1930-х — «Балтійський вокзал», до 1930 року — «Віндавський вокзал».

## Савеловський вокзал

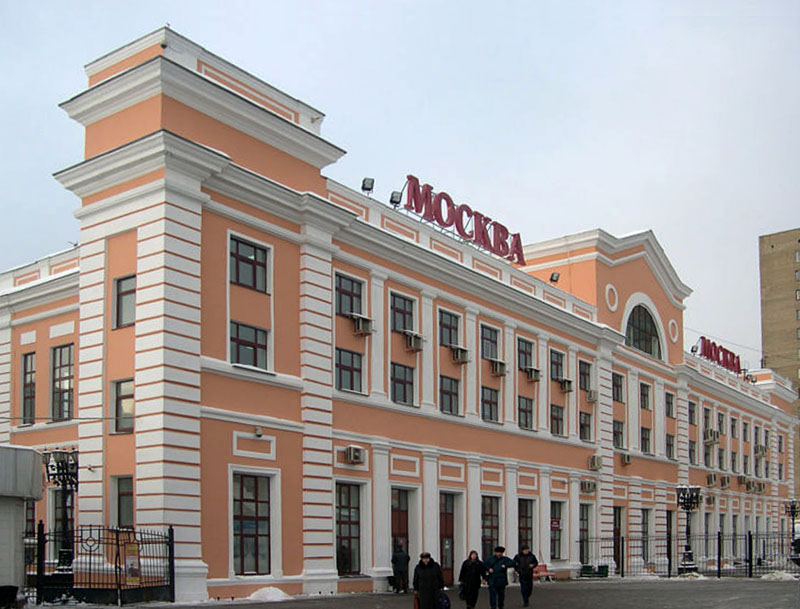
Савеловський вокзал

Залізнична станція Москва-Бутирська. Вокзал входить до Московської регіональної дирекції залізничних вокзалів.
Розташований на площі Бутирської застави.
Від вокзалу вирушають електропоїзди до Дубна (туди курсує також електропоїзд-експрес з зупинками у Великий Волзі та Дмитрові) і Савелове (Кімри), по шляху їх слідування — Долгопрудний, Лобня, Дмитров, Талдом тощо. Частина поїздів йдуть на Білоруський напрям.
Пересадка на залізничну платформу Свалявська.
Пересадка на станцію метро «Савеловська».
Вокзал відкритий у березні 1902 року. До 1912 року мав назву «Бутирський вокзал».
Єдиний вокзал, звідки не вирушають поїзди далекого прямування.

## Ярославський вокзал

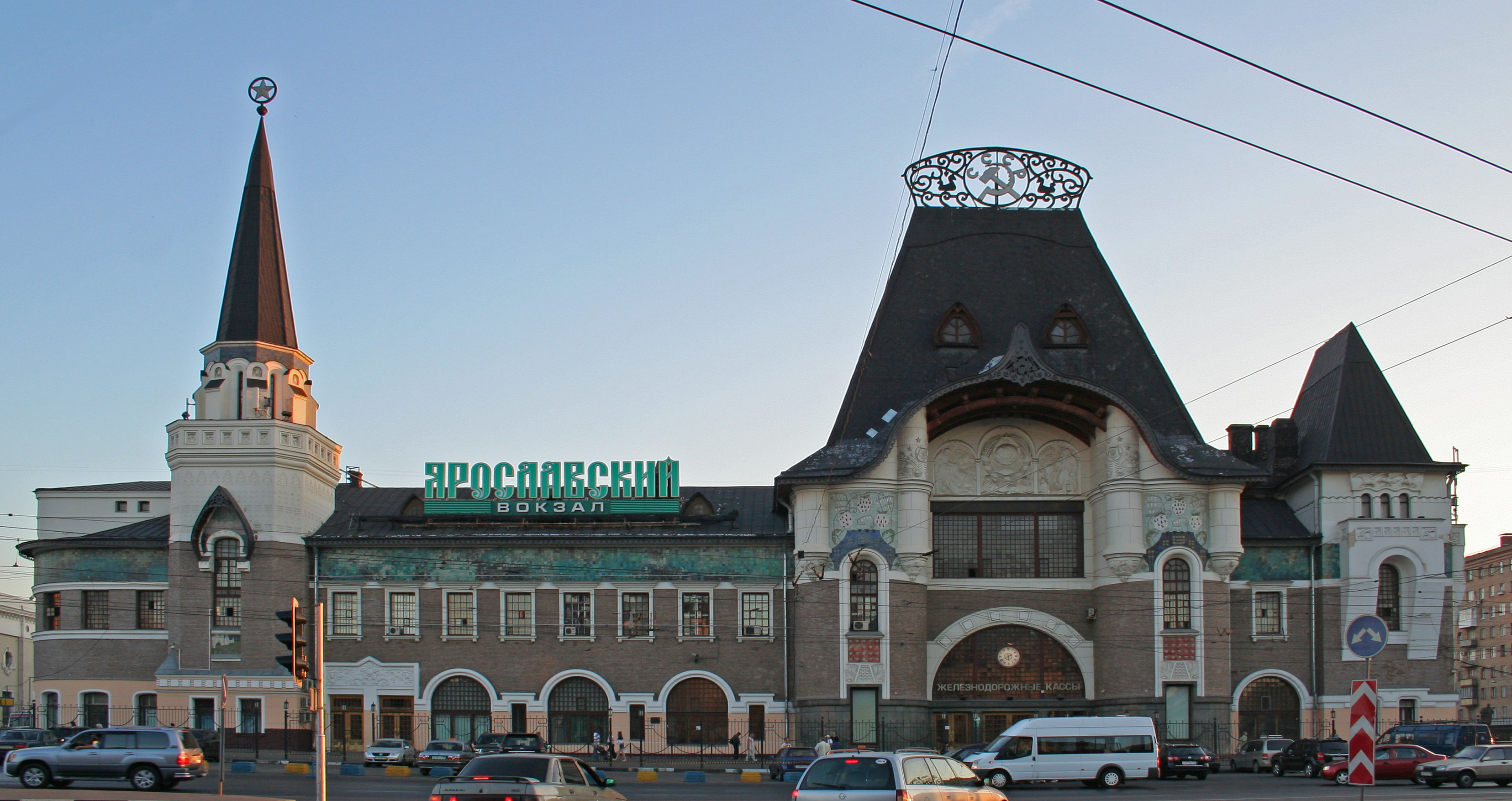
Ярославський вокзал

Залізнична станція Москва-Пасажирська-Ярославська. Вокзал входить до Московської регіональної дирекції залізничних вокзалів.
Розташований на Комсомольській площі (площі Трьох вокзалів).
Вокзал сполучає Москву з районами Півночі, Уралу, Сибіру, Далекого Сходу (тут починається найдовша у світі залізнична магістраль Москва — Владивосток, довжина 9302 км), а також зі столицями Китаю, Монголії, КНДР; приймає частину пасажиропотоку Горьковського напрямки Курського вокзалу по сполучній гілці Фрязево — Митищі.
Пересадка на залізничну платформу Каланчевська.
Пересадка на станції метро «Комсомольська (Кільцева)» і «Комсомольська (Сокольницька)».
Вокзал діє з 1862 року. До 1870 року — «Троїцький вокзал», до 1922 року — «Ярославський вокзал», до 1955 року — «Північний вокзал»,
14 лютого 2004 року з Ярославського вокзалу вирушив перший швидкісний електропоїзд Експрес-Супутник, що сполучив Москву з підмосковним містом Митищі, завдяки якому час у дорозі від Москви до Митищ скоротилася до 18 хвилин.